# Åsel Floderus
Åsel Floderus, född 29 december 1925 i Södertälje, är en svensk arkitekt. Hon ingick 1950 äktenskap med arkitekt Hans Floderus.
Floderus, som är dotter till kamrer Robert Mutén och ämneslärare Ingeborg Heurlinger, avlade studentexamen i Härnösand 1944 och utexaminerades från Kungliga Tekniska högskolan 1950. Hon blev arkitekt vid Byggnadsstyrelsen 1953, på länsarkitektkontoret i Västmanlands län 1955, blev biträdande länsarkitekt i Uppsala län 1960 och anställdes vid Statens institut för byggnadsforskning i Stockholm, sedermera Gävle, 1967. Hon bedrev egen arkitektverksamhet 1954–1959.